# Ankilot
Ankilot（アンキロット）とは、インターネット上で単語帳を作成できるWebサービスである。

## 概要
2018年9月25日にサービスの提供が開始された。Webサイト上で単語帳を作成して様々なデバイスから暗記ができるWebサービスで、全ての機能を無料で利用できる。作成した単語帳は作成者自身だけでなく、ほかのユーザーと共有して利用できる。単語帳には「暗記」や「テスト」などの機能があり、主に英単語の学習に利用されている。

### 名称の由来
「暗記」をローマ字表記した「Anki」と「たくさん・多数」を意味する「a lot of」の「lot」を組み合わせたもので、「たくさん暗記しよう！」という意味を込めて決定したという。

## 機能
主な機能に、単語帳の作成や暗記、テストがある。
「単語帳の作成」では、Webサイト上で1から作るか、csvファイルをインポートすることができる。「暗記」では、シャッフルや自動送り、機械音声による読み上げ機能などを利用しながら、効率よく暗記することができる。「テスト」では、暗記の達成率を確認できる。